# Gustav Spörer
Friedrich Wilhelm Gustav Spörer, född 23 oktober 1822 i Berlin, död 7 juli 1895 i Giessen, var en tysk astronom.
Spörer studerade i Berlin, blev 1846 lärare i Bromberg, senare i Prenzlau och kom 1849 till Anklam, där han verkade till 1874, då han anställdes vid det nyinrättade astrofysikaliska observatoriet i Potsdam. Han tog avsked 1894.
Spörer är känd för sina studier av solfläckar. Hans observationer sträcker sig från 1860 till 1894 och publicerades i sex band, de två första utgivna av Astronomische Gesellschaft, Beobachtungen der Sonnenflecken zu Anclam (1874, 1876), en del av dessa hade utgivits redan i Anklam (1862, 1863, 1868); de fyra senare banden innehåller hans observationer från 1871 och senare och är samlade i "Publikationen des Astrophysikalischen Observatoriums zu Potsdam" (band I, II, IV och X, 1879–94).
Spörer använde sig av den så kallade projektionsmetoden och hade från början mycket begränsade hjälpmedel till sitt förfogande. Ur sina observationer härledde han noggrannare värden för solens rotationselement och gav en bättre bestämning av den av Richard Christopher Carrington funna empiriska lagen för solens rotationstid, liksom han först gav en mer ingående beskrivning av solfläckarna under solfläckscykelns lopp.